# Мини (BMW)
Мини (на английски: MINI) е автомобилна марка, регистрирана за пръв път във Великобритания през 1959 г. От 1994 г. тя принадлежи на концерна БМВ. От 2000 година, след модернизация на производствените площи марката включва няколко модификации на съвременни автомобили, дизайнът на които в стилно отношение е основан на редицата модели на „култовия автомобил“ от втората половина на ХХ века „Мини“, произвеждан от 1959 до 2000 г. от Британската моторна компания. Главният конструктор (дизайнер) на колата Франк Стефенсон (Frank Stephenson) нарича моделите си не проектирани в стил „ретро“, а „еволюция на оригинала“. Името си изписва с главни букви, за да се разграничи от предшественика. Понякога го наричат „BMW Мини“ или „Новото Мини“.
От 2001 до 2006 година в гамата на марката „Мини“ се включват 4 модела:
- MINI One – основният (базов) модел
- MINI One D – същият, но с дизелов двигател
- MINI Cooper – по-спортен
- MINI Cooper S – с турбокомпресор

През 2005 година вече се предлага и кабриолет с мек покрив.
През ноември 2006 г. е представена доста подобрена версия на модела под прототипното название „Мк II“. През 2007 г. тя вече се предлага като второ поколение на Мини във вариант с твърд покрив.